# دلفاسيات
دِلْفَاسِيَّات أو قافزات الأشجار دلفاسيد فصيلة من البارقات تحتوي على حوالي 2000 نوع موزعة في جميع أنحاء العالم. تُمَيَّز الدِّلْفَاسِيَّات عن «النطاطات» الأخرى بواسطة مهماز بارز على قصبة الساق الخلفية.